# Mesochorus sufflatus
Mesochorus sufflatus là một loài tò vò trong họ Ichneumonidae.